# Alekszej Leonyidovics Pazsitnov
Alekszej Leonyidovics Pazsitnov (oroszul: Алексей Леонидович Пажитнов) (Moszkva, 1956. március 14. –) orosz számítógép-mérnök, a népszerű Tetris című videójáték megalkotója.
Annak ellenére, hogy Pazsitnov a Tetris fejlesztője, nem kapott jogdíjat alkotása után, mivel a játék jogainak tulajdonosa a munkaadója, a szovjet kormány, amely a szoftvert Szovjetunió tagállamaiban és Kelet-Európában forgalmazta. 1996 óta kap részesedést a jogdíjakból, mióta Henk Rogers videójáték-tervező és vállalkozó megalapította a The Tetris Company nevű céget.

## Élete
Pazsitnov 1985-ben készítette el a Tetrist Dmitrij Pavlovszkij és Vagyim Geraszimov segítségével. A játék először a Szovjetunióban, majd 1986-ban a nyugati világban is elérhetővé vált.
Pazsitnov készítette el a Tetris kevésbé ismert folytatását, a Welltrist is, amely ugyanazt az elvet követi, ám háromdimenziós környezetben; melyben a „tábla” felülről látható. A Tetrist a szovjet Elektronorgtyehnyika licencelte a nyugati világban „Oroszországból, szeretettel” (illetve NES-en „Oroszországból, jókedvvel!”) szlogennel. Mivel munkaadója a szovjet kormány volt, ezért Pazsitnov nem kapott a jogdíjakból. Pazsitnov Vladimir Pohilkóval az Egyesült Államokba költözött, ahol 1996-ban Henk Rogersszel megalapították a The Tetris Companyt.
Segédkezett a Yoshi’s Cookie Super Nintendo Entertainment System változatában a fejtörők kiötlésében, és a Pandora’s Box című játék tervezője volt, amely hagyományosabb, kirakós stílusú rejtvényeket tartalmaz.
1996 októberében elkezdett a Microsoftnak dolgozni, ahol a Microsoft Entertainment Pack: The Puzzle Collection, az MSN Mind Aerobics és az MSN Games fejlesztésében vett részt. Pazsitnov Hexic című videójátékának új, feljavított változatát, a Hexic HD-t minden újonnan vásárolt Xbox 360 Premium csomag tartalmazza. 2005-ben kilépett a Microsofttól.
2005. augusztus 18-án a WildSnake Software videójátékfejlesztő-cég bejelentette, hogy Pazsitnov közreműködésével új türelemjáték-sorozatot indítanak.

## Munkái
| Cím                                                 | Kiadási dátum | Platform(ok)                                                | Pazsitnov szerepe                                                 |
| --------------------------------------------------- | ------------- | ----------------------------------------------------------- | ----------------------------------------------------------------- |
| Tetris                                              | 1985.         | Elektronika 60, IBM-PC                                      | Eredeti koncepció (Vadim Geraszimovval és Dmitrij Pavlovszkijjal) |
| Welltris                                            | 1989.         | Amiga, Atari ST, Commodore 64, DOS, Macintosh & ZX Spectrum | Tervező (Andrei Sgenovval)                                        |
| Faces                                               | 1990.         | DOS, Macintosh                                              | Eredeti koncepció (Vladimir Pokhilkoval)                          |
| Hatris                                              | 1990.         | TurboGrafx-16, Arcade, Game Boy & NES                       | Original Concept                                                  |
| Knight Move                                         | 1990.         | Famicom Disk System (Japán)                                 | Tervező                                                           |
| Wordtris                                            | 1991.         | DOS, Game Boy, Mac OS, SNES                                 | Tervező                                                           |
| El-Fish                                             | 1993.         | DOS                                                         | Eredeti koncepció (Vladimir Pokhilkoval)                          |
| Wild Snake                                          | 1994.         | Game Boy & Super NES                                        | Tervező                                                           |
| Knight Moves                                        | 1995.         | Microsoft Windows                                           | Tervező                                                           |
| Ice & Fire                                          | 1995.         | Windows, Macintosh, PlayStation                             | Eredeti koncepció (Vladimir Pokhilkoval)                          |
| Tetrisphere                                         | 1997.         | Nintendo 64                                                 | Külső munkatárs                                                   |
| Microsoft Entertainment Pack: The Puzzle Collection | 1997.         | Windows, Game Boy Color                                     | Tervező                                                           |
| Pandora’s Box                                       | 1999.         | Windows                                                     | Tervező                                                           |
| Microsoft A.I. Puzzler                              | 2001.         | Windows                                                     | Tervező                                                           |
| Hexic                                               | 2003.         | Windows                                                     | Eredeti koncepció és tervező                                      |
| Hexic HD                                            | 2005.         | Xbox 360                                                    | Eredeti koncepció és tervező                                      |
| Dwice                                               | 2006.         | Windows                                                     | Tervező                                                           |
| Hexic 2                                             | 2007.         | Xbox 360                                                    | Tervező                                                           |

## Díjak és elismerések
- 2007. március 7-én megkapta a Game Developers Choice Awards First Penguin Award díjat, a casual videójáték-piacban nyújtott úttörő teljesítményért.[6]
- 2009. június 24-én Pazsitnov tiszteletbeli díjat kapott a LARA – Der Deutsche Games Award díjkiosztón.[7]